# Лі Хьон Сок
Лі Хьон Сок (24 грудня 1964) — південнокорейська баскетболістка.
Учасниця Олімпійських Ігор 1984, 1988 років.
Срібна призерка Олімпійських ігор 1984 року.
Переможниця Азійських ігор 1990 року, срібна призерка 1986 року.
Чемпіонка Азії 1984, 1988 років, срібна призерка 1986, 1990 років.